# Lésigny (Viena)
Lésigny és un municipi francès situat al departament de la Viena i a la regió de la Nova Aquitània. L'any 2007 tenia 539 habitants.

## Demografia

### Població
El 2007 la població de fet de Lésigny era de 539 persones. Hi havia 234 famílies de les quals 76 eren unipersonals (40 homes vivint sols i 36 dones vivint soles), 81 parelles sense fills, 73 parelles amb fills i 4 famílies monoparentals amb fills.
La població ha evolucionat segons el següent gràfic:
Habitants censats

### Habitatges
El 2007 hi havia 285 habitatges, 237 eren l'habitatge principal de la família, 39 eren segones residències i 9 estaven desocupats. 278 eren cases i 6 eren apartaments. Dels 237 habitatges principals, 196 estaven ocupats pels seus propietaris, 37 estaven llogats i ocupats pels llogaters i 4 estaven cedits a títol gratuït; 4 tenien una cambra, 30 en tenien dues, 53 en tenien tres, 64 en tenien quatre i 86 en tenien cinc o més. 180 habitatges disposaven pel capbaix d'una plaça de pàrquing. A 102 habitatges hi havia un automòbil i a 99 n'hi havia dos o més.

### Piràmide de població
La piràmide de població per edats i sexe el 2009 era:
| Homes | Edats   | Dones |
| ----- | ------- | ----- |
| 0     | 95 o +  | 0     |
| 4     | 90 a 94 | 0     |
| 8     | 85 a 89 | 4     |
| 12    | 80 a 84 | 16    |
| 20    | 75 a 79 | 12    |
| 20    | 70 a 74 | 20    |
| 8     | 65 a 69 | 16    |
| 16    | 60 a 64 | 16    |
| 12    | 55 a 59 | 8     |
| 12    | 50 a 54 | 16    |
| 20    | 45 a 49 | 20    |
| 16    | 40 a 44 | 16    |
| 12    | 35 a 39 | 8     |
| 8     | 30 a 34 | 24    |
| 16    | 25 a 29 | 12    |
| 20    | 20 a 24 | 20    |
| 28    | 15 a 19 | 4     |
| 28    | 10 a 14 | 8     |
| 4     | 5 a 9   | 12    |
| 12    | 0 a 4   | 8     |

## Economia
El 2007 la població en edat de treballar era de 316 persones, 238 eren actives i 78 eren inactives. De les 238 persones actives 219 estaven ocupades (118 homes i 101 dones) i 19 estaven aturades (13 homes i 6 dones). De les 78 persones inactives 28 estaven jubilades, 26 estaven estudiant i 24 estaven classificades com a «altres inactius».

### Ingressos
El 2009 a Lésigny hi havia 219 unitats fiscals que integraven 487 persones, la mediana anual d'ingressos fiscals per persona era de 16.249 €.

### Activitats econòmiques
Dels 14 establiments que hi havia el 2007, 2 eren d'empreses de fabricació d'altres productes industrials, 3 d'empreses de construcció, 4 d'empreses de comerç i reparació d'automòbils, 1 d'una empresa financera, 3 d'empreses de serveis i 1 d'una empresa classificada com a «altres activitats de serveis».
Dels 5 establiments de servei als particulars que hi havia el 2009, 1 era una oficina bancària, 1 paleta, 2 guixaires pintors i 1 perruqueria.
L'únic establiment comercial que hi havia el 2009 era una fleca.
L'any 2000 a Lésigny hi havia 15 explotacions agrícoles que ocupaven un total de 805 hectàrees.

## Equipaments sanitaris i escolars
L'únic equipament sanitari que hi havia el 2009 era una farmàcia.
El 2009 hi havia una escola elemental integrada dins d'un grup escolar amb les comunes properes formant una escola dispersa.

## Poblacions més properes
El següent diagrama mostra les poblacions més properes.